# 森永牛奶
森永牛奶，日本女性漫画家、同人作家，東京出生。

## 摘要
初出道時描繪コバルト文庫的插畫。也執筆過成人向作品，之後漫畫連載於マガジン・マガジン的百合系列雜誌，『百合姐妹』和可稱為其後繼的雜誌一迅社的『百合姬』等，

此外芳文社出版的百合系合集『つぼみ』創刊時也曾執筆 。
初期發行的單行本中收錄的作品有幾篇為男女向作品，在此時的初期作品受永野紀子的影響。如今大多描繪百合作品。
似乎喜歡半短髮與長頭髮的少女組合，代表作『GIRL FRIENDS』裡半短髮的「まり」和長頭髮的「あっこ」等，描寫百合的作品以此類型的組合居多。

是『美少女戰士』火野麗的fan。會參與寵物認養等活動，非常喜歡貓。自畫像是隻戴著緞帶有著眉毛的貓。（常帶著醉意・一副混亂）
代表作的『GIRL FRIENDS』在台灣、韓國、法國、俄羅斯已出版發行。

## 作品
- STUDY AFTER SCHOOL（Core Magazine、1997年11月）ISBN 978-4-87734-145-9
- にくらしいあなたへ（Wanimagazine、2000年9月）ISBN 978-4-89829-414-7
- Study after school（Core Magazine、2001年3月）ISBN 978-4-87734-438-2 - 「STUDY AFTER SCHOOL」的新裝版
- ミルクシェル（Core Magazine、2002年7月）ISBN 978-4-87734-568-6
- メア（Wanimagazine、2003年6月）ISBN 978-4-89829-944-9
- くちびる ためいき さくらいろ（Comic百合姬、一迅社、2006年1月、全1卷）ISBN 978-4-7580-7001-0
- あまいくちびる（Core Magazine、2007年3月、全1卷）ISBN 978-4-86252-125-5
- GIRL FRIENDS（アクションコミックスコミックハイブランド、双葉社、全5卷）尖端出版、布卡漫畫代理
- 秘密食譜（ひみつのレシピ） （つぼみ、芳文社、全2卷）東立出版社代理

1. （2011年8月）ISBN 978-4-8322-4054-4
2. （2013年5月）ISBN 978-4-8322-4298-2

- 櫻花色的歎息（くちびる ためいき さくらいろ）（アクションコミックスコミックハイブランド、双葉社、全2卷）東立出版社代理

1. （2012年4月）ISBN 978-4-575-84058-2
2. （2012年4月）ISBN 978-4-575-84059-9

- 學園百合警（学園ポリーチェ）（Comic High!、双葉社、全2卷）長鴻出版社代理

1. （2013年3月）ISBN 978-4-575-84204-3
2. （2014年9月）ISBN 978-4-575-84484-9

- （ひらりコミックス、新書館、2015年5月）
- （月刊アクション、双葉社、全3卷）
- （2016年1月）ISBN 978-4-575-84740-6
- （2016年6月）ISBN 978-4-575-84812-0
- （2017年1月）ISBN 978-4-575-84916-5

### 遊戲原畫
美少女遊戲《マリンルージュ（ディスカバリー）》原畫 PC-98/Windows平台

## 外部連結
- ミルミルム （页面存档备份，存于） - ブログ